# بيتر (قسيس روماني)
بيتر (بالرومانية: Mitropolitul Petru)‏ هو قسيس روماني، ولد في 24 أكتوبر 1946 في Țiganca ‏ في مولدوفا.
1. ↑   https://www.youtube.com/watch?v=B4qXQj_ti_Y. {{استشهاد ويب}}: |url= بحاجة لعنوان (مساعدة) والوسيط |title= غير موجود أو فارغ (من ويكي بيانات) (مساعدة)